# 韋斯特勒姆
韋斯特勒姆（Westerham）是英國東南英格蘭肯特郡的一個城鎮和民政教區，位於肯特郡和大倫敦地區及薩里郡的交界處，七橡樹以西5英里（8）處。韋斯特勒姆這一地名在9世紀早期時就已經出現。

## 友好城市
- 法國 博讷瓦勒

## 外部連結
- Community, Business and Tourism in Westerham （页面存档备份，存于）
- Westerham Town Web Site （页面存档备份，存于）